# جون مولر
جون مولر هو لاعب رماية نرويجي، ولد في 9 يناير 1866 في نيس، آكرشوس في النرويج، وتوفي في 15 يناير 1935 في أوسلو في النرويج.

## وصلات خارجية
- جون مولر على موقع أوليمبيديا (الإنجليزية)